# باول ريمي
باول ريمي (بالفرنسية: Paul Rémy)‏ هو لاعب كرة مضرب فرنسي، ولد في 17 فبراير 1923 في بلدية الرحمانية في الجزائر.

## وصلات خارجية
- باول ريمي على موقع رابطة محترفي التنس (الإنجليزية)
- باول ريمي على موقع الاتحاد الدولي لكرة المضرب (الإنجليزية)
- باول ريمي على موقع كأس ديفيز (الإنجليزية)
- باول ريمي على موقع خلاصة التنس.كوم (الإنجليزية)